# Liste des maires de Mazamet
Cet article dresse une liste par ordre de mandat des maires de Mazamet.

## Liste des maires
| Période                                  | Période           | Identité                     | Étiquette | Qualité |
| ---------------------------------------- | ----------------- | ---------------------------- | --------- | --- |
| Les données manquantes sont à compléter. |                   |                              |           | |
| 1790                                     | 1791              | Jean-Baptiste Meyer          |           | |
| 1791                                     | 1795              | Pierre-Gaspard Landes        |           | |
| 7 mars 1795                              | 13 novembre 1795  | Jacques Tournier             |           | |
| 1795                                     | 1801              | Pierre-Gaspard Landes        |           | |
| 1801                                     | 1802              | Pierre Vidal                 |           | |
| 1802                                     | 1815              | Jacques Guilhaume Barthes    |           | Notaire |
| 1815                                     | 1819              | Auguste Bosviel de Lagoutine |           | |
| 1819                                     | 1830              | Jean-Baptiste Escande        |           | |
| 1830                                     | 1841              | Pierre Vidal                 |           | |
| 1841                                     | 1848              | Pierre-Élie Houlès           |           | |
| 1848                                     | 1851              | Casimir Vidal                |           | |
| 8 avril 1851                             | 10 juillet 1851   | Léopold Escande              |           | |
| 10 juillet 1851                          | septembre 1851    | Pierre-Élie Houlès           |           | |
| 1852                                     | 1860              | Antoine Raraval              |           | |
| 1860                                     | 1870              | Philippe Olombel             |           | |
| 30 janvier 1870                          | 13 septembre 1870 | Benjamin Laure               |           | |
| 1871                                     | 1882              | Édouard Barbey               |           | Industriel Sénateur |
| 1882                                     | 1884              | Jules Dardier                |           | |
| 1884                                     | 1886              | Auguste Jamme                |           | |
| janvier 1886                             | octobre 1886      | Jean Monsarrat               |           | |
| octobre 1886                             | 1888              | Antoine Chavance             |           | |
| 1888                                     | 1896              | Édouard Barbey               |           | Industriel Sénateur |
| 1896                                     | 1906              | Albert Rouvière              |           | Industriel |
| 1906                                     | 1908              | Georges Tournier             |           | Industriel |
| 1908                                     | 1912              | Philippe Bonnafous           |           | Industriel |
| mai 1912                                 | octobre 1912      | Albert Vidal                 |           | Industriel |
| 1912                                     | 1919              | Louis Maffre                 |           | Industriel |
| 1919                                     | 1934              | Georges Tournier             |           | Industriel |
| 1934                                     | 1944              | Charles Cazenave             |           | Industriel |
| 1944                                     | 1949              | Henri Gardet                 |           | Industriel |
| 1949                                     | 1953              | Joseph Strehaiano            |           | Médecin |
| mai 1953                                 | octobre 1953      | Charles Cazenave             |           | Industriel |
| 1953                                     | 1977              | Pierre Barraillé             |           | Industriel |
| 1977                                     | 1991              | Michel Montlaur              | App. RPR  | PDG du groupe Montlaur |
| 1991                                     | 2002              | Michel Bourguignon           | App. UDF  | Chef d'Entreprise (photographie) 1er vice-président de l'intercommunalité Castres-Mazamet (District Castres-Mazamet puis CA de Castres-Mazamet) |
| 2002                                     | mars 2008         | Suzanne Monteil              | UMP       | Directrice agence intérim 1er vice-présidente de la CA de Castres-Mazamet                                                                       |
| mars 2008                                | 5 avril 2014      | Laurent Bonneville           | DVD       | Conseiller-Financier (en banque) 1er vice-président de la CA de Castres-Mazamet                                                                 |
| 5 avril 2014,                            | en cours          | Olivier Fabre                | DVD       | Chef d'Entreprise (médias) 1er vice-président de la CA de Castres-Mazamet                                                                       |